# Malla (K), Jevargi
Malla (K) là một làng thuộc tehsil Jevargi, huyện Gulbarga, bang Karnataka, Ấn Độ.